# Stazione di Nuchis
La stazione di Nuchis è una fermata ferroviaria al servizio dell'abitato di Nuchis, frazione di Tempio Pausania, situata sulla ferrovia Sassari-Tempio-Palau e dal 1997 utilizzata esclusivamente nell'ambito del servizio ferroviario turistico Trenino Verde. Amministrativamente la fermata fa parte del comune di Calangianus.

## Storia

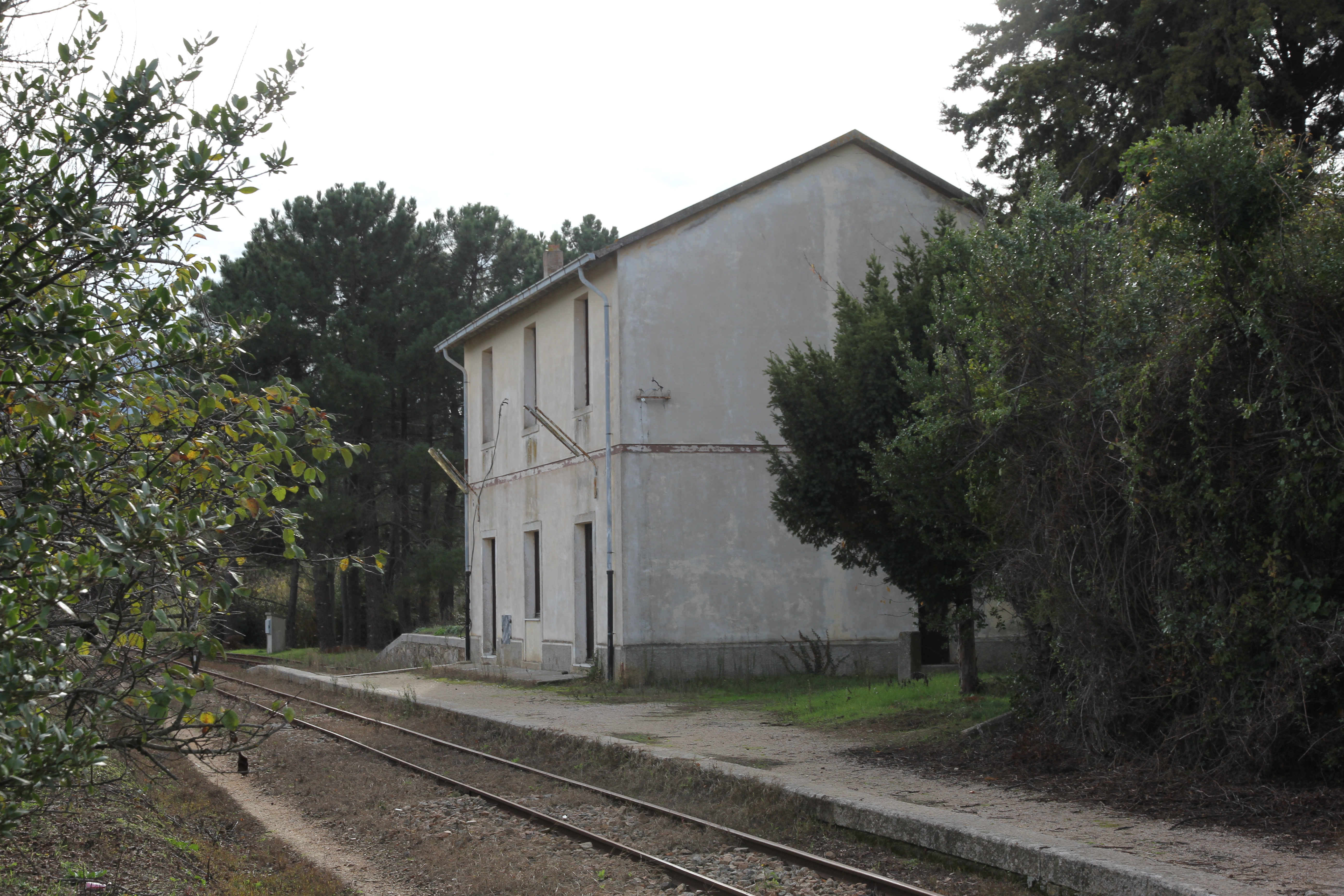
Il fabbricato viaggiatori è l'unico della linea a presentare i canoni architettonici degli edifici SFSS di fine Ottocento

La nascita dello scalo ferroviario di Nuchis è legata alla costruzione negli anni ottanta dell'Ottocento della ferrovia Monti-Tempio, che collegò il Limbara con la Dorsale Sarda. La ferrovia, realizzata dalle Strade Ferrate Secondarie della Sardegna, fu la prima tra le linee pubbliche a scartamento ridotto della Sardegna, insieme alla ferrovia Cagliari-Isili, ad aprire all'esercizio: il 15 febbraio 1888 la Monti-Tempio, e con essa la fermata di Nuchis, furono inaugurate ed abilitate al servizio.
L'impianto passò nel 1921 alla gestione delle Ferrovie Complementari della Sardegna; sempre in quel decennio prese piede l'idea di una nuova ferrovia a scartamento ridotto che collegasse Sassari con Palau passando per Tempio Pausania, e che sfruttasse in parte il tracciato della Monti-Tempio nel tratto in cui la fermata di Nuchis era compresa. Fu così che il 18 gennaio 1932, con l'inaugurazione del tronco tra Luras e Palau, nella fermata di Nuchis oltre ai treni diretti nelle stazioni di Monti e Tempio FCS iniziarono a transitare anche i convogli delle Ferrovie Settentrionali Sarde, sostituite dal 1933 dalle Strade Ferrate Sarde, per Sassari, Tempio SFS e Palau. Per 8 anni ci fu quindi una gestione condivisa della stazione, ma dato l'acquisto delle quota di maggioranza delle Ferrovie Complementari della Sardegna da parte delle Strade Ferrate Sarde, l'impianto fu ceduto a quest'ultima società nel 1941, insieme alla Monti-Tempio.

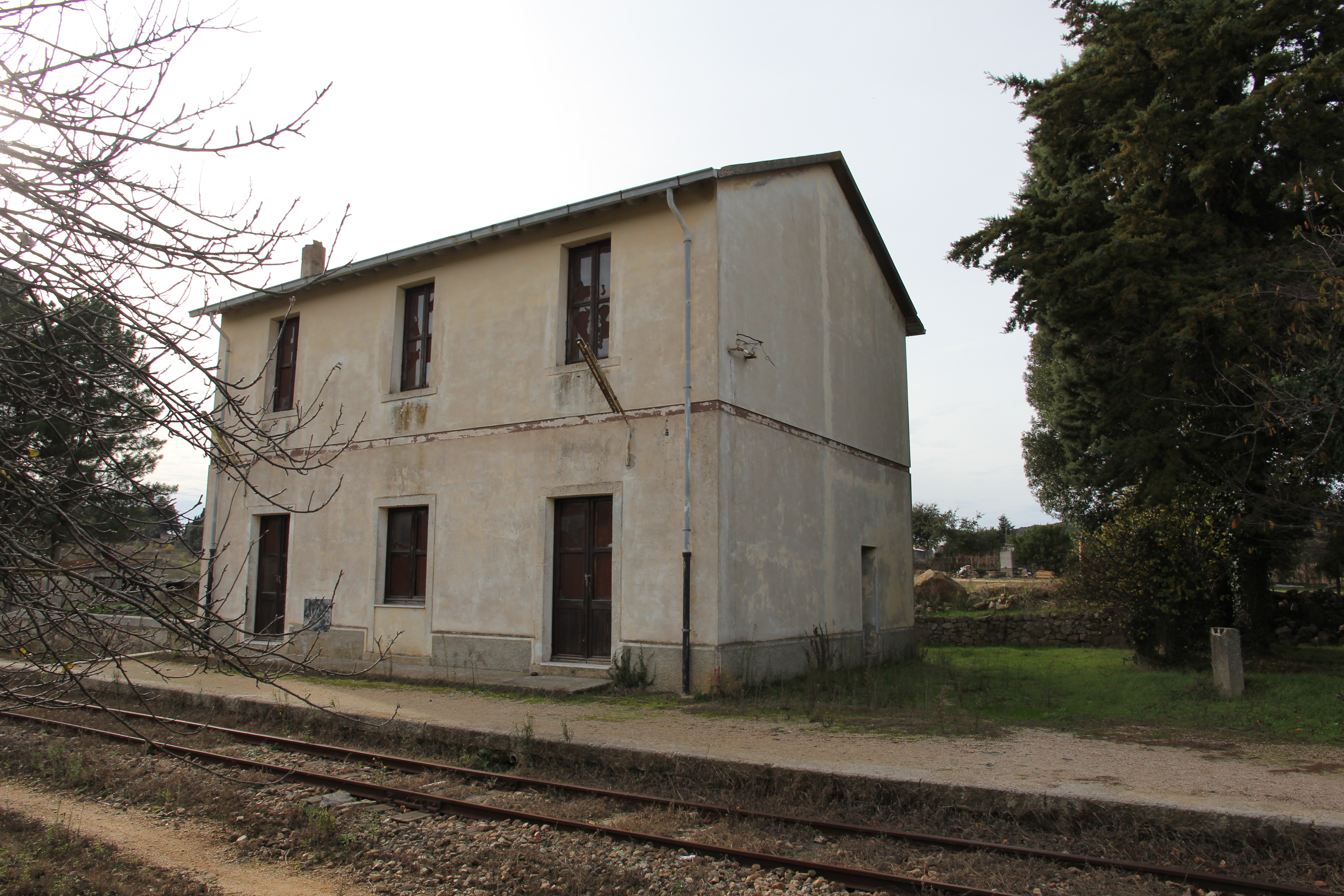
Dal 1997 lo scalo è utilizzato solo per le corse turistiche del Trenino Verde, restando inattivo per buona parte dell'anno

L'utilizzo della fermata di Nuchis per le relazioni di entrambe le linee ferroviarie durò sino al 20 luglio 1958, data di chiusura della ferrovia Monti-Tempio, de facto chiusa da Monti a Luras. Al di là del minor numero di treni attivi nell'impianto tale dismissione non interessò la fermata, che proseguì la sua attività anche nei decenni successivi.
Nel 1989 l'impianto passò alle Ferrovie della Sardegna: sotto questa gestione lo scalo di Nuchis perse importanza a causa della riorganizzazione del sistema dei trasporti pubblici in Sardegna che portò, fra le altre cose, alla chiusura del tronco Nulvi-Palau e di conseguenza alla soppressione della fermata per i servizi di trasporto pubblico. Così dal 16 giugno 1997, la fermata di Nuchis viene utilizzata esclusivamente per scopi turistici soprattutto nel periodo estivo, nell'ambito del servizio Trenino Verde dell'ARST, dal 2010 gestore unico della linea.

## Strutture e impianti

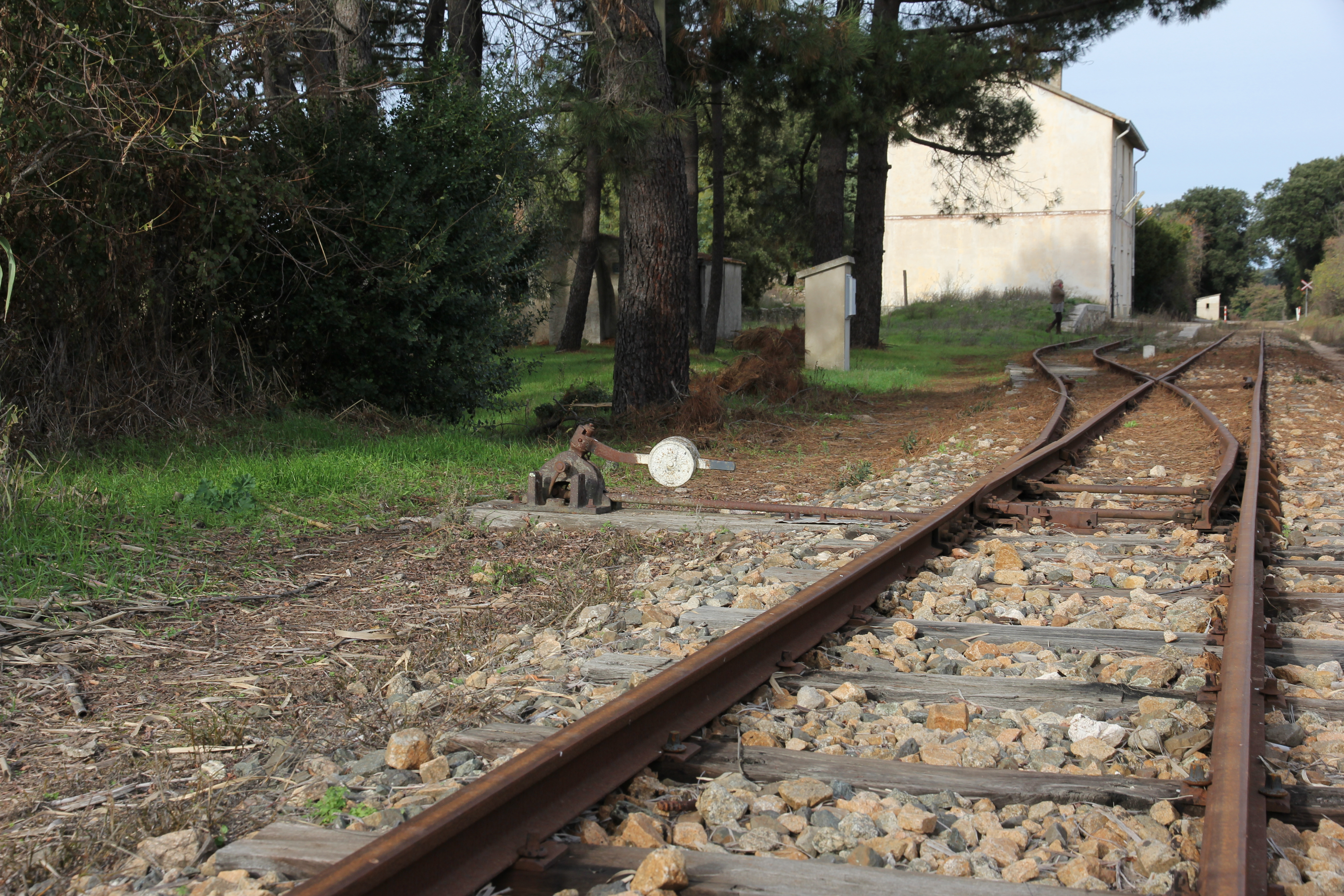
Il binario di corsa, con in primo piano lo scambio di accesso al binario tronco

Lo scalo è ubicato in aperta campagna, nelle immediate vicinanze della Settentrionale Sarda, la statale 127, all'imbocco della traversa per Nuchis da cui dista poco meno di tre chilometri. Dista inoltre circa 100 km da Sassari e 50 da Palau Marina, e si trova ad un'altezza di 440 metri s.l.m.
A livello infrastrutturale la fermata dinanzi al fabbricato viaggiatori presenta il solo binario di corsa avente scartamento da 950 mm dal quale, sul lato verso Tempio Pausania, si distacca in direzione Palau l'ancora presente tronchino di accesso al piano caricatore dell'impianto, in disuso.

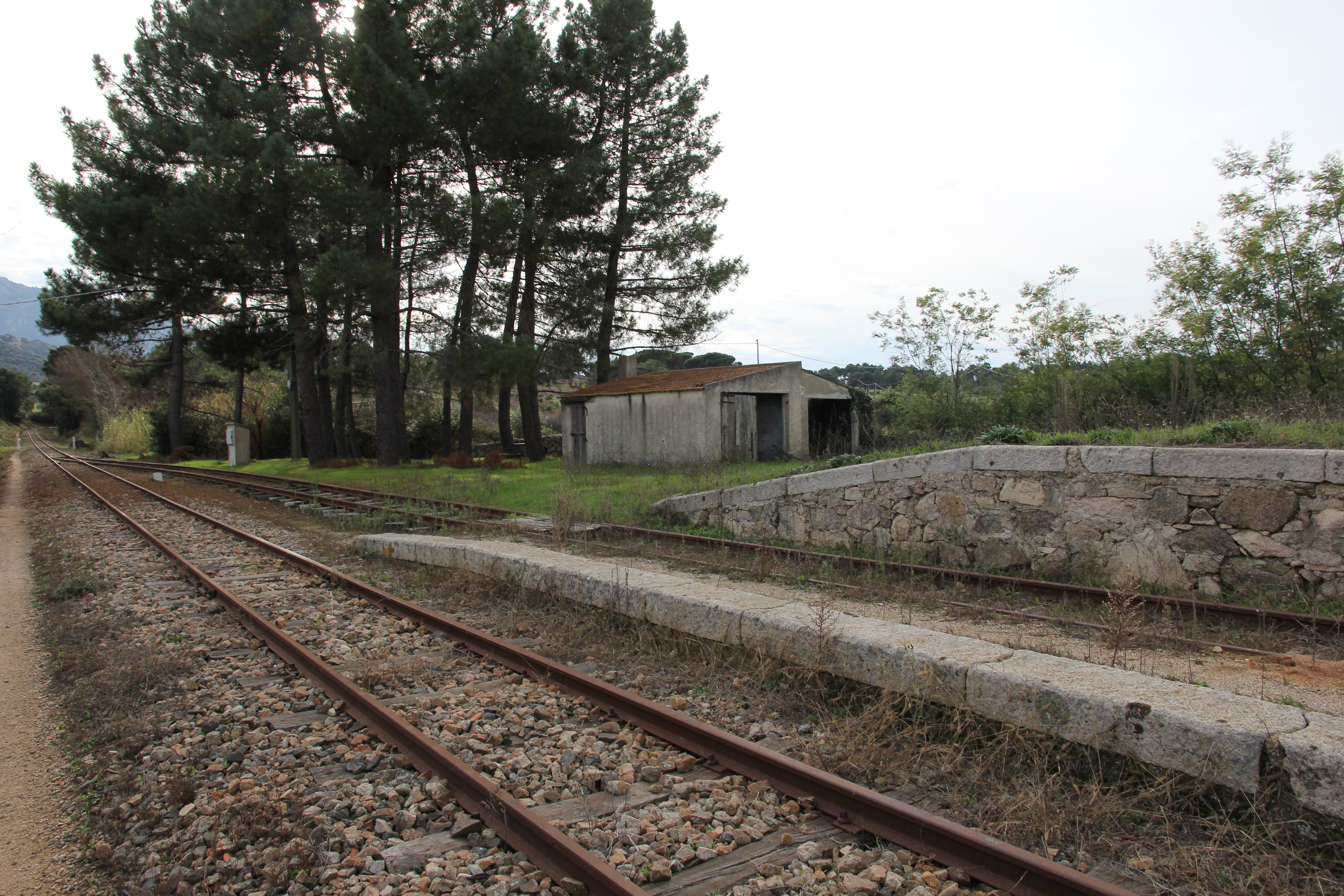
Il piano caricatore e il vecchio magazzino

Il fabbricato viaggiatori dell'impianto è un edificio a pianta rettangolare con due piani di sviluppo. Dotato di due ingressi sulla facciata verso i binari, al 2014 si presenta in discrete condizioni di conservazione. Sotto l'aspetto stilistico è l'unico di tutta la linea ad aver conservato le caratteristiche architettoniche originali degli scali costruiti alla fine del XIX secolo dalle Strade Ferrate Secondarie della Sardegna.
Nelle immediate vicinanze del fabbricato sul lato verso Tempio Pausania si trova un piccolo edificio probabilmente utilizzato come deposito, mentre in direzione Luras, ad una cinquantina di metri, sono presenti una casa cantoniera dismessa ed un passaggio a livello con la relativa garitta del casellante.

## Movimento
Sino al giugno 1997, quando il tratto tra Nulvi e Palau della ferrovia fu chiuso al servizio di trasporto pubblico, la fermata era servita dai treni regionali espletati dalle varie concessionarie delle linee a scartamento ridotto del nord Sardegna, ultima delle quali la Ferrovie della Sardegna. Da allora lo scalo di Nuchis è interessato all'esclusivo traffico turistico dei convogli del Trenino Verde, sia quelli viaggianti ad hoc su richiesta dei turisti, sia quelli a calendario. Per questi ultimi la stazione è interessata durante il periodo estivo da corse tra Sassari e Palau Marina mentre al di fuori di questo periodo lo scalo è utilizzato solo sporadicamente da treni programmati per occasioni particolari.

## Servizi
La fermata è dotata di una sala d'attesa, sebbene di norma non sia aperta al pubblico.
- Sala d'attesa

## Interscambi

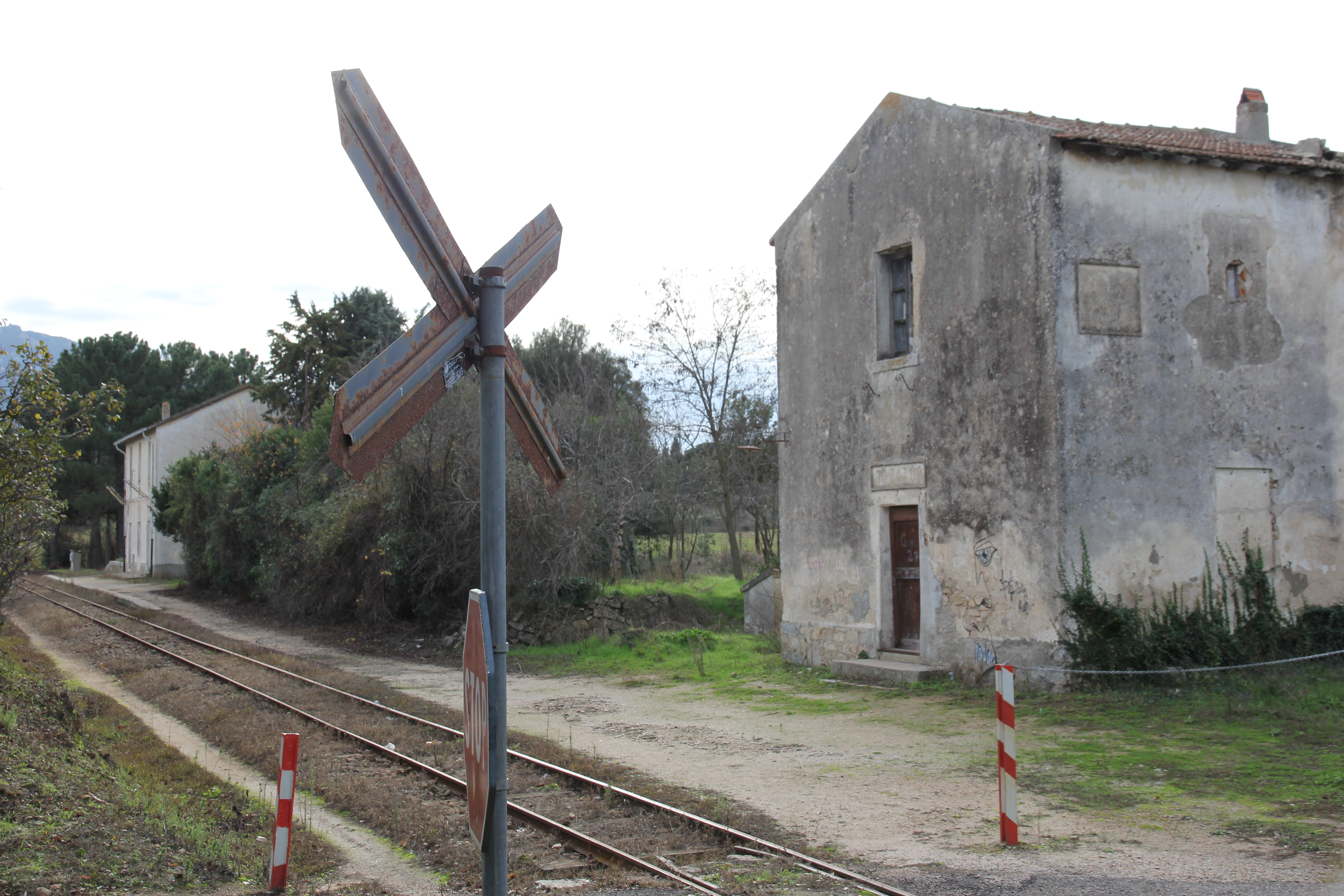
La cantoniera ex SFSS in prossimità della fermata (sullo sfondo)

All'imbocco della traversa per Nuchis della SS 127 (a circa 300 metri dalla stazione) osservano fermata i bus delle autolinee interurbane espletate dall'ARST, aventi come destinazione vari comuni della Gallura e del Limbara, tra cui l'abitato di Nuchis.
- Fermata autobus